# Erythroxylum mamacoca
Erythroxylum mamacoca es una especie de planta perteneciente a la familia Erythroxylaceae. Se distribuye en Perú.  La especie contiene el alcaloide cocaína.

## Taxonomía
Erythroxylum mamacoca fue descrita por el botánico alemán Carl Friedrich Philipp von Martius,  y la descripción publicada en Abhandlungen der Mathematisch-Physikalischen Classe der Königlich Bayerischen Akademie der Wissenschaften 3(2): 365 en 1840.